# Nippon Kaigi
Nippon Kaigi (japanska 日本会議, Japans kongress) är en ultranationalistisk och konservativ förening i Japan. Föreningen är också politiskt aktiv och en av Japans största politiska lobbyister.

## Historia
Nippon Kaigi grundades den 30 maj 1997.
Sedan 2015 har Tadae Takubo fungerat som föreningens ordförande.
Under debatten om kejsaren Akihitos plan att abdikera år 2017 tog föreningen ställning mot att låta kejsaren att abdikera..

## Ideologi och verksamhet
Nippon Kaigi är för historisk revisionism och anser bland annat att Nanjingmassakern inte alls hände. Att förneka massakern har ansetts vara ett sätt att återställa Japans ära.. Japans nuvarande grundlag, som förbjuder Japan att förklara krig, är också problematisk och enligt Nippon Kaigi gör detta Japans självförsvarsstyrkor svaga.

### Förhållande med LDP
Under Shinzo Abes första termin som statsminister, som började 2006, godkände han en ny studieplan med mer traditionella värderingar och historierevisionism. Ytterligare har Abe kritiserat utländska historieböcker som beskriver Japans krigsbrott under andra världskriget..
Av Abes regering var 18 av 20 ministrar medlemmar. Föreningen har starka kopplingar till Abes liberaldemokratiska partiet (LDP). Partiets ledande figurer har varit inblandade i olika skandaler, till exempel Japans tidigare vicepremiärminister, Taro Aso, sade att judarnas förintelse var oacceptabel men Hitlers motiv var rätta..